# Całka ruchu
Całka ruchu – wielkość fizyczna, która jest stała podczas ruchu. O liczbie całek ruchu mówi twierdzenie Noether. Z istnienia całek ruchu można wyprowadzić zasady zachowania. Całki ruchu są zawsze skojarzone z przekształceniami symetrii układu – każda symetria generuje całkę ruchu.
Przykłady całek ruchu:
- Energia całkowita: {\displaystyle E=H(q_{1},\dots ,q_{n};\ p_{1},\dots ,p_{n})} – energia nie zależy explicite od czasu,
- Pęd – jego zachowanie jest związane z niezmienniczością przestrzeni względem przesunięcia,
- Moment pędu – jego zachowanie jest związane z niezmienniczością przestrzeni względem obrotu.